# Чами
Чами (в'єт. người Chăm або người Chàm) — народ в Південно-Східній Азії загальною чисельністю 500 тис. осіб (2007). Розмовляють на чамських мовах західнозондської зони австронезійської мовної сім'ї. По вірі чами мусульмани — суніти, мала частина сповідує шиїзм, індуїзм і буддизм.

## Ареал розселення
У В'єтнамі чами населяють долини в районі Фанранг-Тхапчама (провінція Ніньтхуан), Фанрі, Туйфона, рівнини провінції Фантх'єт, чисельність — 127 тис. В Камбоджі вони живуть уздовж дороги від Тайніня до Кампонгтяма, 317 тис. чол. В Таїланді — 4000.

## Походження
Питання про походження чамів не вирішене. Існують дві версії. Або це залишки автохтонного населення, що займало більш широкий ареал, або це — прибульці з Індонезії. За мовою чами близькі малайцям, індонезійцям, австронезійським народам Тайваню та іншим австронезійським народам. Вважається, що в'єти, їх найближчі сусіди, відтіснили їх з центру на південь країни. У Камбоджі живуть переселенці з В'єтнаму.

## Історія
Імовірно чами пов'язані з культурою Са-Хюінь, що існувала на території В'єтнаму і Лаосу в 1000–200 рр. до н. е.
Найзначнуща сторінка історії чамів — існування в давнину сильної держави Чампа (Тямпа); синоніми — Ліньї, Ламап (7 ст.), Хуанван, Хоангвіонгкуок (8 ст.), Чжаньчен, Тіємтхань (11 ст.). У той період вона була провідником індійської культури в тутешньому регіоні. Чампа вела війни з родинними народами гірських чамів, які в наступний період, навпаки, стали її опорою. Пізніше чами воювали з сусідніми в'єтами і кхмерами, а також з монголами. Держава мала високу культуру і власну оригінальну писемність. У 15 ст. більша частина держави була захоплена в'єтнамцями, проте чамське князівство Падуранга існувало аж до початку 19 ст.
У роки правління в Камбоджі «червоних кхмерів» чами в Камбоджі були майже повністю знищені, оскільки всі вони були мусульманами; формальним приводом до геноциду стало те, що незнання кхмерскої мови було оголошено злочином.

## Господарство і побут
Основа господарства — поливне рисосіяння, але розводять також кіз, курей, качок. Поширене рибальство. У минулому чами були досвідченими мореплавцями, тепер обмежуються річковим та прибережним ловом риби. У землеробстві використовується буйвіл. Як і у в'єтів, буйвіл — робоча тварина, його м'ясо в їжу не вживається.
Селища чами будують найчастіше вздовж річок, дотримуються лінійного планування, села налічують до 300 будинків. Традиційний будинок частіше пальовий, з чотирьохскатним дахом, який криється соломою або черепицею. Стіни обшиваються дошками. Вікна — круглі. Всередині будинок ділиться на 4-5 кімнат перегородками, з них 2-3 кімнати для жінок. Кухня та інші господарські споруди — окремо. З речей в будинку знаходяться стіл, тапчан, ткацький верстат, веретено, посуд, рибальські та мисливські снасті. У заможних сім'ях є європейські меблі. Вхід зазвичай один — з фасаду.
Ремесла не поступаються в'єтнамським. Виготовляють бавовняні і шовкові тканини. Саронги чамів купують в'є і кхмери. У рибній ловлі застосовують сітки (лиой тха). Торгують також копченою рибою. Одяг традиційний — саронг, зверху — вузький халат з рукавами, на голові — тюрбан, у жінок. Переймають в'єтнамські фасони. Жінки носять скляні прикраси, зачісок не роблять, воліють вільно розпускати волосся. Чоловіки носять вуса та бороди, волосся збирають на потилиці в пучок. Їжа чамів не відрізняється від в'єтнамської. Це — рис, овочі, риба і м'ясо з приправами.

## Соціальні відносини
Чами відрізняються почуттям національної єдності і підтримують звичаї взаємодопомоги.
Західні чами зберігають матріархат. У великій родині головною фігурою є бабуся. Спорідненість визначають по матері, спадок передається жінці, нареченого вибирає наречена. У східних чамів — навпаки, патріархат, спорідненість визначають по батькові, спадщина переходить від батька до сина. Нерідкі випадки багатоженства (полігінія).

## Мистецтво та культура
Чами сповідують іслам і брахманізм. У брахманістів шанується Бхагават, дружина Шиви, в честь неї побудований храм в Нячанзі. Існують пережитки анімізму: віра в духів, різні табу, обряд почитання духу землі.
Найяскравішою частиною культурної спадщини чамів є індуїстські храми. Архітектурні пам'ятники зберігаються в провінції Куангнам (храми Чакьеу, Мішон, Донгзионг), Нячанг (Чамські вежі Понагар), в провінціях Ніньтхуан і Біньтхуан (вежі Поклонгарай і Пороме). Стиль подібний зі стилем будівель Індії та Індонезії.
Багата поетична, пісена, танцювальна спадщина. Відомі твори — кілька хікаятів (акаятів), перекази про героя Че Бонг Нга, поеми, Чам-Лазні, Бані-Чам. Танці ритуального походження, наприклад, жіночий танець віял, чоловічий танець вогню. У культурі чами зробили і здійснюють помітний вплив на в'єтів.

## Чами гірські
Чами гірські — в радянській етнографії — всі мон-кхмерські народи, окрім власне кхмерів, споріднені чамам мовою (говорять мон-кхмерськими або чамськими мовами) та походженням. Населяють плато Контум на півдні В'єтнаму. Загальна чисельність — 500 тис. чоловік. Це — зярай (джарай, 160 тис.), еде (раде, 148 тис.), а також раглай (рай), тюру (15 тис.), ноанг, бих і чамхрой (10 тис.). Частково перетинаються з тхионг (гірськими народами плоскогір'я Тейнгуєн).
Заняття — підсічно-вогневе землеробство, полювання, вилов і приручення слонів, річкове рибальство і збиральництво. У давнину у них була теократія. У культурі мають багато спільного з чамами.